# Mohammad Massad
Mohammad Massʿad (arabisch محمد مسعد, DMG Muḥammad Massʿad, nach englischer Umschrift auch Massad oder Masaad; * 17. Februar 1983 in Riad) ist ein ehemaliger saudi-arabischer Fußballspieler. Er nahm an der Weltmeisterschaft 2006 teil.

## Karriere
Massad ist eine der Nachwuchskräfte in Saudi-Arabien in der Defensivposition. Bei seinem Verein al-Ahli kam er bereits erfolgreich beim Gewinn des Pokals 2002 und bei der Vize-Meisterschaft 2003 zum Einsatz. Er spielte meist auf der linken Seite defensiv im Mittelfeld oder der Abwehr. Während der Saison 2012/13 verließ er al-Ahli zu al-Hilal, wo er kurz darauf seine Karriere beendete.
In der saudi-arabischen Nationalmannschaft wurde er erstmals nach der enttäuschenden WM 2002 getestet und obwohl er bislang nur fünf Länderspiele bestritten hat, wurde er in das WM-Aufgebot Saudi-Arabiens für die Fußball-Weltmeisterschaft 2006 in Deutschland aufgenommen.

## Titel / Erfolge
- Saudi-arabischer Pokalsieger: 2002